# Arenaria saginoides
Arenaria saginoides är en nejlikväxtart som beskrevs av Carl Maximowicz. Arenaria saginoides ingår i släktet narvar, och familjen nejlikväxter. Inga underarter finns listade i Catalogue of Life.